# Monolisk
Monolisk je videohra od českého studia Trickster Arts z roku 2019.

## Hratelnost
Jedná se o akční RPG. Hráč si vybere jednoho z pěti hrdinů (válečníka, lovce, stín, mágini nebo vynálezce) a prochází dungeonem plným nepřátel. Získává zkušenosti, zlepšuje se a sbírá karty vybavení. Od jiných her podobného typu se Monolisk odlišuje tím, že lze navrhovat vlastní dungeony a zveřejnit je pro další hráče.